# Istorija Irana
Istorija Irana se generalno odnosi na istoriju Velikog Irana, odnosno teritorija na kojem su živjeli ili žive brojni iranski narodi.
Iran je dom jednoj od najstarijih kontinuiranih civilizacija na svetu, sa istorijskim i urbanim naseljima koja datiraju još iz vremena 7000. p. n. e.. Jugozapadni i zapadni deo Iranske visoravni su bili deo tradicionalnog Starog bliskog istoka sa Elamom, od ranog bronzanog doba, i kasnije sa raznim drugim narodima, kao što su Kasiti, Manejci, i Guti. Georg Vilhelm Fridrih Hegel naziva Persijance „prvim istorijskim narodom”. Međani su ujedinili Iran kao naciju i carstvo 625. p. n. e.. Ahemenidsko carstvo (550–330. p. n. e.), koje je osnovao Kir Veliki, je bilo prvo Persijsko carstvo i ono je vladalo prostorom od Balkana do Severne Afrike i do Centralne Azije, premoštavajući tri kontinenta, sa sedištem moći u Persisu (Persepolis). To je bilo najveće carstvo da tada viđeno i prva svetska imperija. Prvo Persijsko carstvo je bila jedina civilizacija u celokupnoj istoriji koja je povezivala preko 40% globalne populacije, što je oko 49,4 miliona od 112,4 miliona ljudi u svetu oko 480. godine p. n. e.. Nasledila su ga Seleukidsko, Partsko, i Sasanidsko carstvo, koja su sukcesivno upravljala Iranom gotovo hiljadu godina i učinila Iran opet vodećom silom u svetu. Persijski glavni suparnik bilo Rimsko carstvo i njegov naslednik, Vizantijsko carstvo.

## Stari vek

### Ahemenidska dinastija
Kir Veliki došao je na vlast u Anšanu 559. p. n. e. kao naslednik svoga oca Kambiza I, te je ujedinio nekoliko persijskih i iranskih grupa. On je takođe stupio u bliže odnose s Vavilonom koji se u to doba pobunio protiv Medijaca, koji su vladali nad Persijancima. Godine 549. p. n. e. porazio je medijskog kralja Astijaga, ušao u Ekbatanu i postao kraljem Medijaca i Persijanaca. Došavši na vlast Kir Veliki započinje osvajačke ratove. Kroz sledeće dve do tri godine osvaja Lidiju i grčke gradove u Joniji.
Nastavlja osvajačke pohode krećući se prema istoku i proširuje granice carstva do Baktrije i Sogdijane i uz reku Sir Dariju. Nakon što je zavladao Anatolijom i proširio istočne delove carstva Kir je svoju pažnju usmerio na Vavilon, te ga osvaja početkom aprila 539. p. n. e.. Ova je pobeda Kiru donela, ne samo Mesopotamiju, nego i celo Vavilonsko kraljevstvo, koje se protezalo do granica Egipta. Nakon što je osvojio Vavilon naložio je da se sastavi Kirov cilindar koji se danas smatra prvim dokumentom o ljudskim pravima u istoriji. Prilikom povratka u Iran Kir Veliki je poginuo u vojnom pohodu protiv Skita na severoistočnoj granici 529. p. n. e., dok drugi izvori navode kako je umro mirno u persijskoj prestolnici. Njegovo telo preneto je u Pasargad, glavni grad koji je on osnovao, navodno na mestu njegove pobede nad Astijagom.
Nakon smrti Kira Velikog 529. p. n. e. na vlast je došao njegov sin Kambiz , koji je pokorio zadnju veću silu u regionu stari Egipat, uzrokujući pad Dvadestšeste egipatske dinastije. Preuzimajući egipatske običaje, proglasio se faraonom. Međutim 522. p. n. e. do njega je doprla vest o pobuni u Persiji. Dok je putovao iz Sirije u Persiju, Kambiz II nesrećnim je slučajem poginuo. Njegov kopljonoša Darije koji je poticao iz jednog ogranka Ahemenidske dinastije, preuzeo je kontrolu, nastavio je put prema Persiji i uspešno ugušio ustanak.
U prvim godinama svoje vladavine Darije  Veliki krenuo je prema Indiji, gde je pripojio Sind. U njegovo je doba Persijsko carstvo doživelo najveći procvat i najveću teritorijalnu ekspanziju antičkog doba, što je uključivalo zemlje od reke Ind na istoku do Libije na zapadu. Darije I je izvršio teritorijalnu podelu carstva na dvadesetak satrapija. Na čelu njih su bili satrapi koji su bili ili članovi persijskih uglednih porodica ili predstavnici lokalnog stanovništva. Darije premešta prestolnicu iz Pasargada u Persepolj, gde gradi svoj dvor. Pred kraj Darijeve vladavine počeo je lokalni sukob s Grcima. Deset godina nakon pobune i njenog gušenja u grčkim gradovima Jonije, Darije Veliki poslao je vojsku u Grčku 490. p. n. e. Međutim, Persijanci su poraženi na Maratonu. Darije I Veliki umro je 486. p. n. e.
Darija Velikog nasleđuje njegov sin Kserks  (486.-465. p. n. e.). Novi je vladar ugušio pobunu u Egiptu 485. p. n. e., a tri godine kasnije i u Vavilonu. U oba je slučaja svoju pobedu propratio okrutnošću, a onda je 480. p. n. e. sa vojskom od 70.000 ljudi Kserks I krenuo u veliki pohod na Grčku, gde je u znak odmazde sravnio sa zemljom Atinu i Eretreju koji su pomgali Jonski ustanak. Grčko-persijski ratovi završeni su 449. p. n. e. Kalijinim mirom, nakon Kserksove smrti. Drugi deo Kserksove vladavine bio je u znaku gradnje u Perzepolisu i haremskih spletki, što je dovelo do atentata na njega 465. p. n. e. Za vreme vladavine sledeća tri kralja, vodio se Peloponeski rat između Sparte i Atine, a Persija je pomagala čas jednoj čas drugoj strani.
Kraljevski gradovi Pasargad, Persepolj i Suza bili su i središta kulture i umetnosti. Dok je religiozno graditeljstvo bilo siromašno i trezveno, u skladu s zoroastrizmom. U ovim je gradovima primetan sjaj i prostranstvo kraljevskih palata, sagrađenih od kamena i sjajno ukrašenih, položenih na veštačku uzvišicu, pogodnu za obavljanje religijskih i građanskih svečanosti. Upadljiva je važnost koju u njima imaju tremovi i apadanas, velika, natkrivena prestolna dvorana. Veliki uticaj na perzijsku umjetnost imale su civilizacije njihovih suseda: Asirije, Egipta i Vavilona. Veliki niski reljefi isklesani u kamenu kojima su ukrašene kraljevske grobnice i podnožja terasa preuzeti su od Asiraca, dok je Darijeva palata bogata monumentalnim frizovima od bojene opeke uobičajene u Vavilonu. Posebno je bilo razvijeno zlatarstvo, u kojem se odražavala animalistička mašta stepskih naroda, te se putem slobodnih i naglih pokreta pretvaralo u elegantne oblike.
Od kasnog 5. veka Persijsko carstvo bilo je žarište stalnih sukoba i pobuna. Godine 405. p. n. e. uspela je pobuna u Egiptu; tri godine kasnije Kir Mlađi, brat kralja Artakserksa II (405.-359. p. n. e.), unajmio je deset hiljada grčkih plaćenika i krenuo na istok da zauzme vlast, ali je u tom poduhvatu poražen. Artakserkso je vratio satrapije satrapima koji su se pobunili 373. p. n. e. Vladavine poslednih kraljeva počinjale su i završavale ubistvima. Godine 336. p. n. e. spletkarenje eunuha Babosa na prestolje je dovelo Darija . Pet godina kasnije carstvo je zauzeo Aleksandar Veliki, te ono postaje deo novog helenističkog sveta.

### Helenističko razdoblje (330. - 150. p. n. e.)
U samo osam godina Ahemenidsko je carstvo palo pod napadima Aleksandra Makedonskog. Nakon pobede nad vojskom Darija  u bici kod Isa, zauzet je grad Suza, a poslednji otpor Ahemenidi pružaju kod „Persijskih vrata” blizu kraljevske palate u Persepolju. Otada počinje širenje helenističke kulture u Persiji.
Ubrzo nakon Aleksandrove smrti carstvo se raspalo, a njime su zavladali dijadosi, Aleksandrove vojskovođe, koji postaju i osnivači dinastija. Persijom vlada dinastija Seleukida.
Sve do 250. p. n. e. zajedno s kolonizatorima u Persiju prodire grčki jezik, filozofija i umetnost, a grčki postaje jezik diplomatije i književnosti. Jačaju trgovinske veze s okolnim zemljama, pa i onima na istoku. Sve je razvijeniji Put svile prema Kini, a iz Indije prodire budizam, dok je zoroastrizam na zapadu izvršio uticaj na judaizam.
Pad kraljevstva Seleukida započeo je dosta rano. Istočne pokrajine Baktrija i Partija osamostalile su se 238. p. n. e., a samo je vojna veština Antioha III spasla Persiju od invazije Parta. Tada Rimska republika počinje da napada kraljevstvo Seleukida, dok se u isto vreme u Judeji događa pobuna Makabejaca, a na istoku se širi kraljevstvo Kušana. Na kraju je Iranom ovladala Arsakidska dinastija.

### Partsko carstvo (150. p. n. e. - 226.)
Parti su od 238. p. n. e. bili nezavisni od Seleukida, ali 170. p. n. e. dolaskom na prestolje Mitridata I iz dinastije Arsakida pod njima se ujedinjuju iranske zemlje, te u gornjem toku Eufrata počinju deliti granicu s Rimskim carstvom. Tako ove dve države postaju ozbiljni takmaci, posebno oko prevlasti nad Armenijom. Teško naoružana partska konjica, podržana veštim strelcima, bila je dostojan suparnik Rimljana, što se i videlo u nizu bitaka, poput one u kojoj je partski vojskovođa Surena, u bici kod Kare pobedio Marka Licinija Krasa, upravnika Sirije. Mesopotamija se u to doba pretvorila u pravo bojno polje.
U ovom je razdoblju helenistička kultura počela da popušta pred izvornim persijskim običajima. Ipak, partskoj je državi nedostajalo jedinstvo. Vlast je delilo sedam klanova koji su se ujedinili u savez, prema kojem je svaki od ovih klanova vladao po jednom pokrajinom. Do 1. veka p. n. e.. Partija je sasvim decentralizovana, a njezinim su područjima kao feudima vladali lokalni velikaši, dok su zemlju sve više iscrpljivali ratovi s Rimljanima na zapadu i Kušanima na severoistoku.
Kraljevi su u takvoj situaciji bili prisiljeni da daju sve više samostalnosti lokalnim moćnicima, a vazali nisu više bili pokorni kralju. Ipak, poslednji partski kralj Artaban IV (216—224.) uspio je donekle da povrati staru moć, mada to nije dugo trajalo. Perzijski kralj vazal, Ardašir, pobunio se 224. godine i zauzeo Ktesifon, što je označilo i kraj Partskoga carstva.

### Sasanidsko carstvo (226—650)
Za samo dve godine Ardašir I postao je persijski šah, kao prvi vladar iz pokrajine Pars nakon Ahemenida, zbog čega su se on i njegovi naslednici vidjeli kao naslednici velikih vladara, Kira i Darija. Nova je dinastija nazvana Sasanidima po Ardaširovom dedi. Njihova je politika bila bitno osvajačka, tako da su povratili krajeve što su ih Partima bili oduzeli Kušani, te nastavili sukobe s Rimskim carstvom. Jednom su prilikom 260. godine čak i zarobili rimskog cara Valerijana.
Svoju snagu i dugotrajnost Sasanidsko carstvo zahvaljuje snažnoj centralizovanosti, za razliku od prethodnog partskog razdoblja. Društvo je bilo jasno podeljeno na kaste, gde su na vrhu društvene lestvice bili sveštenici, sledili su ih vojnici, potom pisari i konačno običan narod. Zoroastrizam je postao službena državna religija i to ne samo u Persiji, nego se širio i ostalim osvojenim pokrajinama. Ostale su religije povremeno progonjene. Posebno je to bio slučaj s Katoličkom crkvom (tada još jedinstvenom pre raskola 1054. godine), delomično i stoga što je od 4. veka postala službenom religijom Rimskog carstva. S druge strane, Asirska crkva istoka, koja se 431. odvojila od Katoličke crkve bila je tolerirana, a ponekad i potpomagana.
Veliko širenje carstva pridonelo je njegovoj sve većoj nestabilnosti, te su krajem 5. veka njegove istočne delove osvojili Beli Huni. Unutar Persije dogodila se i pobuna sledbenika filozofa Mazdaka (umro oko 529.) koji je propovedao mešavinu dualizma i manihejstva, te oštro napadao strogu društvenu podelu u carstvu. Ipak, Hozroje I (531–579) uspeva da povrati vlast u državi, te je da je proširi do Antiohije i Jemena. Za vreme njegovih će naslednika, posebno tokom vladavine Hozroja II Parviza (590–628), carstvo obuhvati čitav Bliski istok i Egipat, pri čemu je postalo teritorijalno najveće na svetu. Rat s Rimljanima, koji je potom usledio, doveo je do daljnjeg slabljenja Perzijskog carstva. O pobedi rimskog cara Heraklija u tom ratu govori i Kuran, koji spominje „pobedu vernikâ”, budući da su Rimljani bili monoteisti, za razliku od Sasanida koji su, kao sledbenici zoroastrianizma, bili dualisti.
U to doba rasula Sasanidskog carstva, raste moć arapskog kalifata, što će za Perziju označiti novo doba.

## Literatura
- Fisher, William Bayne; Avery, P.; Hambly, G. R. G; Melville, C. (1991). The Cambridge History of Iran. 7. Cambridge: Cambridge University Press. ISBN 978-0-521-20095-0.
- Mikaberidze, Alexander (2011). Conflict and Conquest in the Islamic World: A Historical Encyclopedia. 1. ABC-CLIO. ISBN 978-1-59884-336-1.
- Mikaberidze, Alexander (2015). Historical Dictionary of Georgia (2 изд.). Rowman & Littlefield. ISBN 978-1442241466.
- Roisman, Joseph; Worthington, Ian (2011). A Companion to Ancient Macedonia. John Wiley and Sons. ISBN 978-1-44-435163-7.
- Abrahamian, Ervand (2008). A History of Modern Iran. Cambridge University Press. ISBN 978-0-521-82139-1.
- Cambridge University Press (1968—1991). Cambridge History of Iran. (8 vols.). Cambridge: Cambridge University Press. ISBN 978-0-521-45148-2.
- Daniel, Elton L. (2000). The History of Iran. Westport, Connecticut: Greenwood. ISBN 978-0-313-36100-5.
- Foltz, Richard (2015). Iran in World History. New York: Oxford University Press. ISBN 9780199335497.
- Matthee, Rudi; Floor, Willem (25. 4. 2013). The Monetary History of Iran: From the Safavids to the Qajars. I.B.Tauris. ISBN 9780857721723.
- Del Guidice, Marguerite (avgust 2008). „Persia – Ancient soul of Iran”. National Geographic Magazine.
- Roisman, Joseph; Worthington, Ian (7. 7. 2011). A Companion to Ancient Macedonia. John Wiley & Sons. стр. 135—138, 342—346. ISBN 9781444351637.
- Olmstead, Albert T. E. (1948). The History of the Persian Empire: Achaemenid Period. Chicago: University of Chicago Press.
- Van Gorde, A. Christian. Christianity in Persia and the Status of Non-Muslims in Iran (Lexington Books; 2010) 329 pages. Traces the role of Persians in Persia and later Iran since ancient times, with additional discussion of other non-Muslim groups.
- Sabri Ateş. "Ottoman-Iranian Borderlands: Making a Boundary, 1843–1914" Cambridge University Press, 21 okt. Ateş, Sabri (2013). Ottoman-Iranian Borderlands: Making a Boundary, 1843–1914. Cambridge University Press. ISBN 978-1-107-24508-2..
- Askolʹd Igorevich Ivanchik, Vaxtang Ličʻeli. "Achaemenid Culture and Local Traditions in Anatolia, Southern Caucasus and Iran". BRILL, 2007.
- Benjamin Walker, Persian Pageant: A Cultural History of Iran, Arya Press, Calcutta, 1950.
- Nasr, Hossein (1972). Sufi Essays. Suny press. ISBN 978-0-87395-389-4.
- Rezvani, Babak., "Ethno-territorial conflict and coexistence in the Caucasus, Central Asia and Fereydan" Amsterdam University Press, 15 mrt. 2014.
- Cronin, Stephanie (2013). Iranian-Russian Encounters: Empires and Revolutions Since 1800. Routledge. ISBN 978-0-415-62433-6..
- Chopra, R.M., article on "A Brief Review of Pre-Islamic Splendour of Iran", INDO-IRANICA, Vol.56 (1–4), 2003.
- Vladimir Minorsky. "The Turks, Iran and the Caucasus in the Middle Ages" Variorum Reprints, 1978.